# Иоанно-Предтеченская церковь (Тверь)
Иоа́нно-Предте́ченская церковь — православный храм в Твери. Расположен по адресу: Беляковский переулок, 46.

## История храма
Нынешнее здание возведено в конце XVIII — начале XIX вв. по типу «восьмерик на четверике» в формах раннего классицизма. Рядом было городское кладбище (ныне в запустении).
С 1921 по 1928 год в приходе храма в сане диакона служил Николай Павлинов, впоследствии расстрелянный (прославлен в лике священномучеников в 2001 году).
Закрыта в 1930-е годы; использовалась как склад, затем там разместили инкубатор, потом мастерские. Реставрировалась в 1975—1978 годы.

## Храм сегодня
В начале 1997 года храм частично был передан православной общине. Были проведены ремонтные работы; с 1998 года возобновлены регулярные богослужения.